# Proceratophrys goyana
Espèce
Synonymes
- Stombus goyanus Miranda-Ribeiro, 1937

Statut de conservation UICN

 LC  : Préoccupation mineure
Proceratophrys goyana est une espèce d'amphibiens de la famille des Odontophrynidae.

## Répartition
Cette espèce est endémique du centre du Brésil. Elle se rencontre dans l'État de Goiás et dans le District fédéral.

## Étymologie
Cette espèce est nommée en référence au lieu de sa découverte, l'État de Goiás.

## Publication originale
- Miranda-Ribeiro, 1937 : Espécies novas do gênero "Stombus" da série de appendices oculares reduzidos. O Campo, vol. 8, no 88, p. 24.